# Tezze sul Brenta
Tezze sul Brenta là một đô thị tại tỉnh Vicenza ở vùng Veneto, Ý.
Đô thị này có diện tích 18 km2, dân số là 11814 người (thời điểm 28 tháng 2 năm 2007)